# Unión Internacional Contra el Cáncer
La Unión Internacional Contra el Cáncer o la UICC (francés: Union Internationale Contre le Cancer) es la única organización no gubernamental dedicada exclusivamente al control mundial del cáncer. La UICC trabaja junto a la American Joint Committee on Cancer (AJCC). Su misión es eliminar el cáncer y mejorar sus tratamientos. Cuenta con sedes en Ginebra, Suiza, y reúne a más de 280 organizaciones miembros en más de 90 países en la lucha mundial contra el cáncer.

## Misión
La misión de la UICC es llevar a la comunidad mundial a participar para: 
- Compartir e intercambiar conocimientos y competencias
- La transferencia de resultados científicos a entornos clínicos, pacientes y público
- Sistemáticamente la reducción y eliminación de las disparidades en materia de prevención, detección precoz y el tratamiento
- La entrega de la mejor atención posible a las personas que viven con cáncer en todo el mundo

## Historia
En 1933, los investigadores del cáncer reconocieron la necesidad de compartir conocimientos y experiencias a nivel mundial, y así se fundó la UICC. Desde entonces, la UICC ha crecido hasta convertirse en un foro respetado por todos los profesionales que trabajan en la prevención y control del cáncer. Su objetivo es promover el conocimiento científico y la investigación médica en el diagnóstico, tratamiento y prevención del cáncer y promover todos los aspectos de las campañas para prevenir el cáncer en todo el mundo. Con los años, la UICC ha fomentado el desarrollo de las instituciones de cáncer, el intercambio e intercambio de conocimientos, la transferencia de conocimientos y tecnologías, y la educación de los profesionales que trabajan en el control del cáncer. 

## Congreso Mundial de Cáncer
La UICC patrocina un bienal Congreso Mundial de Cáncer que reúne a los líderes mundiales en la lucha para controlar el cáncer, los médicos líderes, profesionales, organismos gubernamentales y ONG, el cuidado de los proveedores de los pacientes y los defensores, investigadores y científicos de la conducta y expertos en salud pública se centran en la transformación de los conocimientos más recientes en las estrategias que los países, comunidades, instituciones e individuos pueden emplear para reducir la carga del cáncer. 
El Congreso Mundial de Cáncer tiene cinco temas: 
- Detección de cáncer de investigación y tratamiento
- La salud pública, prevención y educación
- Supervivencia y cuidados de apoyo
- Creación de capacidad en las organizaciones del cáncer
- Tabaco y cáncer

El último Congreso Mundial del Cáncer se celebró en Shenzhen, China en 2010, y el próximo se llevara a cabo en Montreal, Canadá en 2012.

## Organizaciones
La UICC reúne a una amplia gama de organizaciones, entre ellas el cáncer de ligas voluntarias y las sociedades, y el tratamiento de los centros de investigación, las autoridades sanitarias públicas, apoyo a las redes de pacientes, grupos de defensa, y en algunos países, los ministerios de salud. La UICC tiene estatuto consultivo ante la de las Naciones Unidas (ONU) del Consejo Económico y Social. Trabaja en estrecha colaboración con la Organización Mundial de la Salud, la Agencia Internacional de Investigación sobre el Cáncer, y el Programa de Acción para la terapia del cáncer (PACT), iniciado por el Organismo Internacional de Energía Atómica. 
Cáncer de redes, alianzas, coaliciones pueden unirse a la UICC en la categoría de grupos de interés común, ofreciendo a los profesionales de control del cáncer, los voluntarios y los defensores de la oportunidad de formar parte de una vibrante comunidad internacional - para acceder y compartir información, discutir y debatir el control del cáncer clave problemas con sus compañeros, contribuyendo a las actividades de la residencia, y ayudar a las orientaciones estratégicas de la UICC, así como el programa de la UICC Congreso Mundial de Cáncer.